# Église St Helen's Bishopsgate
L'église St Helen's Bishopsgate est une église anglicane située sur le Bishopsgate, dans la Cité de Londres.  

## Histoire
L'église date du XIIe siècle. Son existence est mentionnée en 1210 comme prieuré de Bénédictines comme un vaste édifice avec deux nefs parallèles.
Le prieuré a été dissous en 1538. l'église a été divisée en deux, la partie nord restant réservé aux nones, et la partie sud au paroissiens. William Shakespeare A fréquenté St Helen's Bishopsgate en 1590.
Le scientifique Robert Hooke meurt le 3 mars 1703 au Gresham College à Londres et est inhumé dans l'église, cependant l'emplacement de sa tombe est inconnu. Il existait dans cette église un vitrail commémoratif, mais il a été détruit le 24 avril 1993 quand l'Armée républicaine irlandaise provisoire a fait exploser une bombe dans le quartier de Bishopsgate. Une plaque commémorative, dite « blue plaque », est apposée près de l'angle sud-ouest de l'église.
L'église a résisté au grand incendie de Londres en 1666. Des restaurations importantes ont été effectuées par John Loughborough Pearson entre 1891 et 1893.

## Galerie

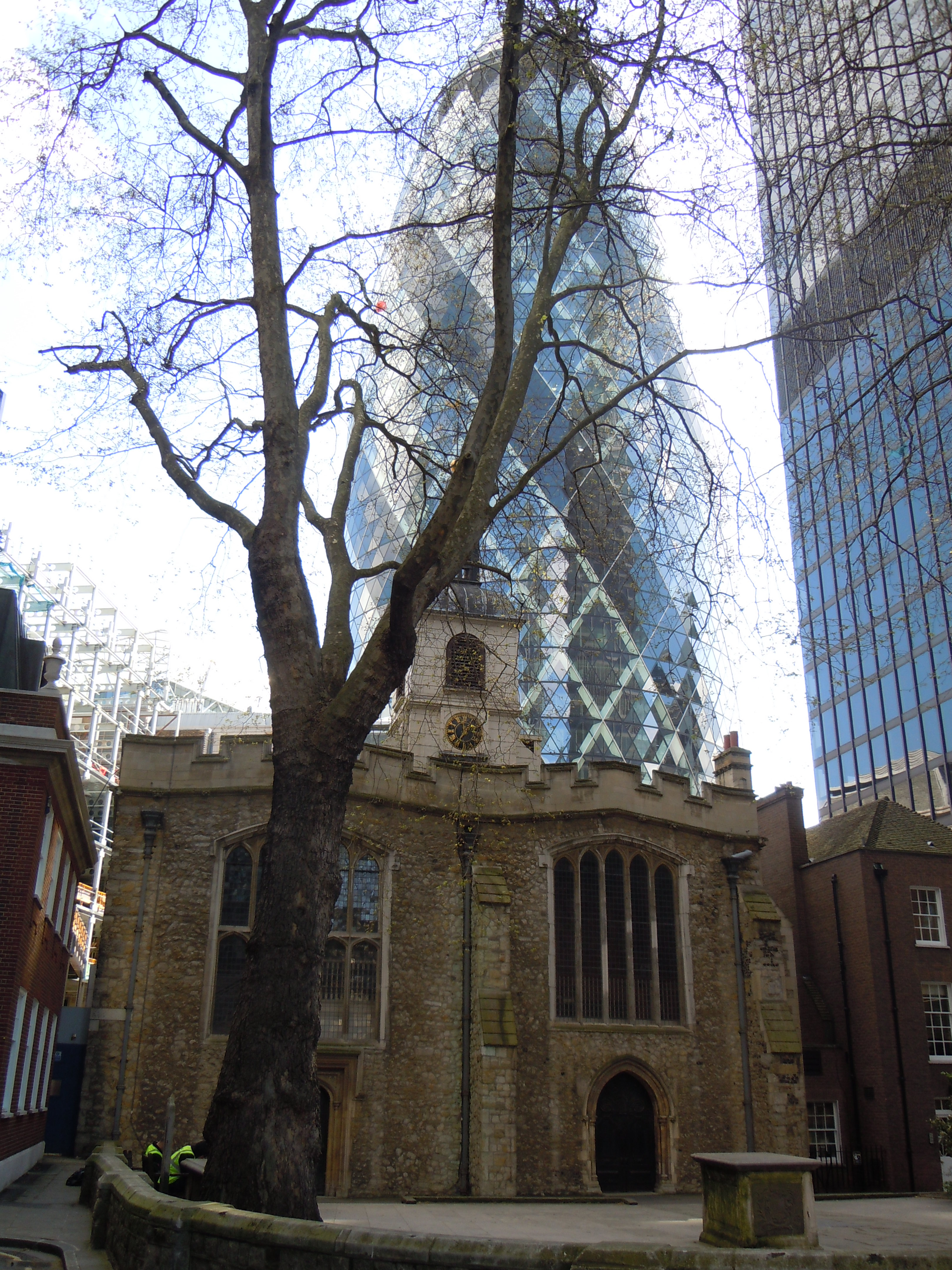
St Helen's Bishopsgate au pied du 30 St Mary Axe
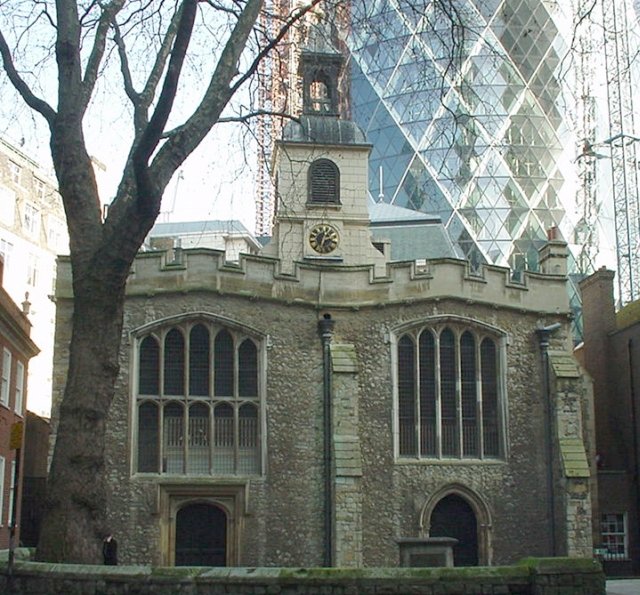
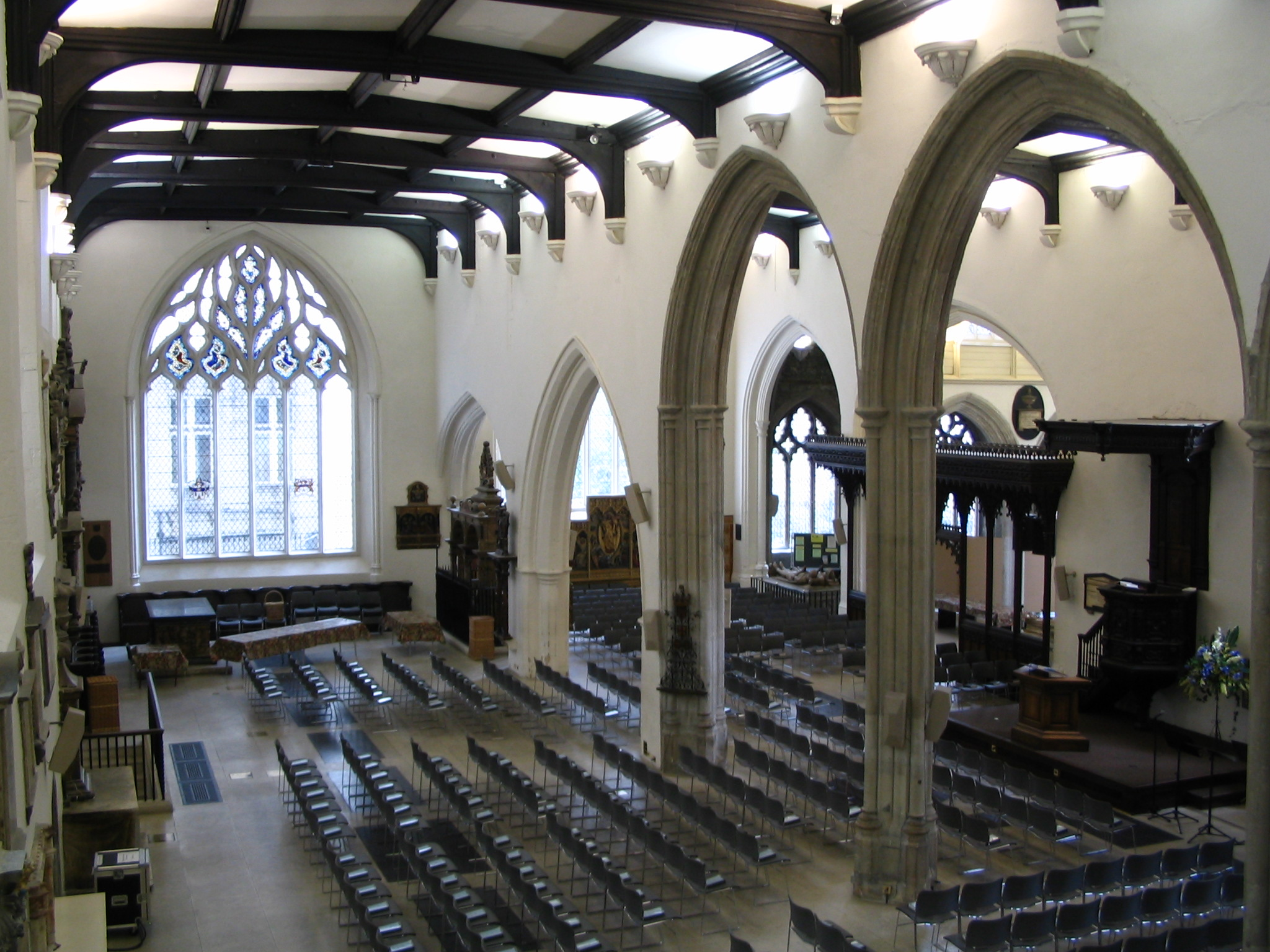
Vue de l'intérieur
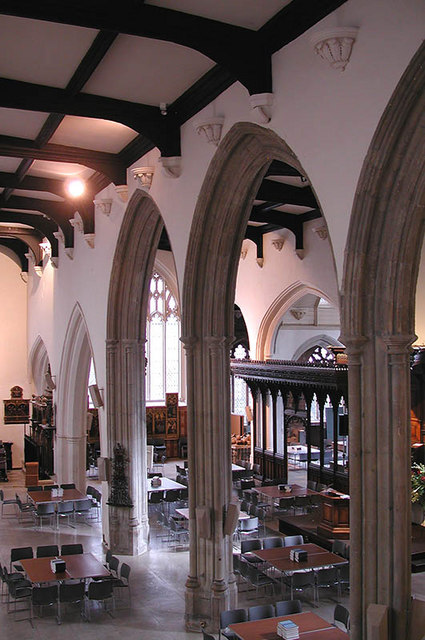
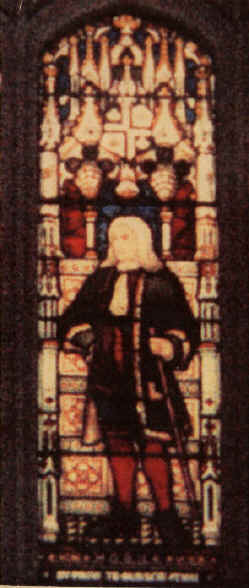
Ancien vitrail Robert Hooke (détruit le 24 avril 1993)